# Conioselinum pseudoangelica
Conioselinum pseudoangelica là một loài thực vật có hoa trong họ Hoa tán. Loài này được (H.Boissieu) Pimenov & Kljuykov mô tả khoa học đầu tiên năm 2003.